# Hornbæk
Hornbæk ist ein dänischer Badeort im Norden der Insel Seeland am Kattegat. Er gehört zur Helsingør Kommune und ist ein Ortsteil des Ferienhausgebietes Hornbæk-Dronningmølle. Der andere Ortsteil Dronningmølle liegt in der Gribskov Kommune.
Hornbæk hat 3644 ständige Einwohner (1. Januar 2025). In den Sommermonaten beherbergt der Ort jedoch bis zu 35.000 Urlauber. Es besteht eine Zugverbindung nach Helsingør und Gilleleje.
Hornbæk ist bekannt für seinen Fischerei- und Yachthafen und die eleganten Sommerhäuser. Mit dem Aufblühen des Bädertourismus wurde 1896 das mondäne Hotel Trouville errichtet. Der ursprüngliche Bau brannte 1966 ab, das Hotel wurde ab 2002 in eine Ferienanlage mit Luxuswohnungen (Residence Trouville) umgewandelt. Von den alten Badehotels existiert heute nur noch Hornbækhus von 1904, ganz im schwedisch klassizistischen Stil gehalten.

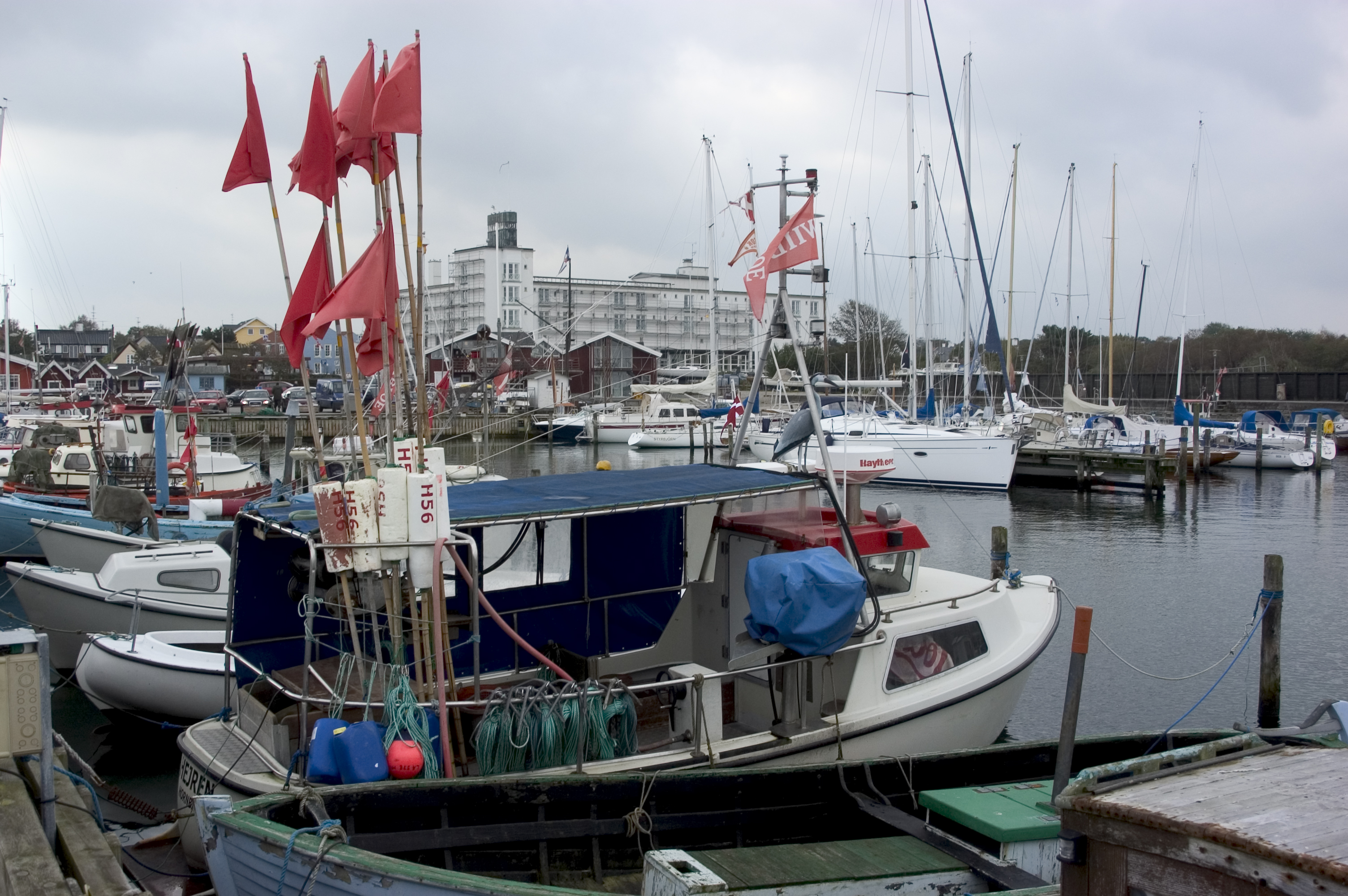
Hornbæks belebter Hafen, im Hintergrund das Therapiezentrum für Rückenmarksschäden, eine Abteilung des Reichskrankenhauses.

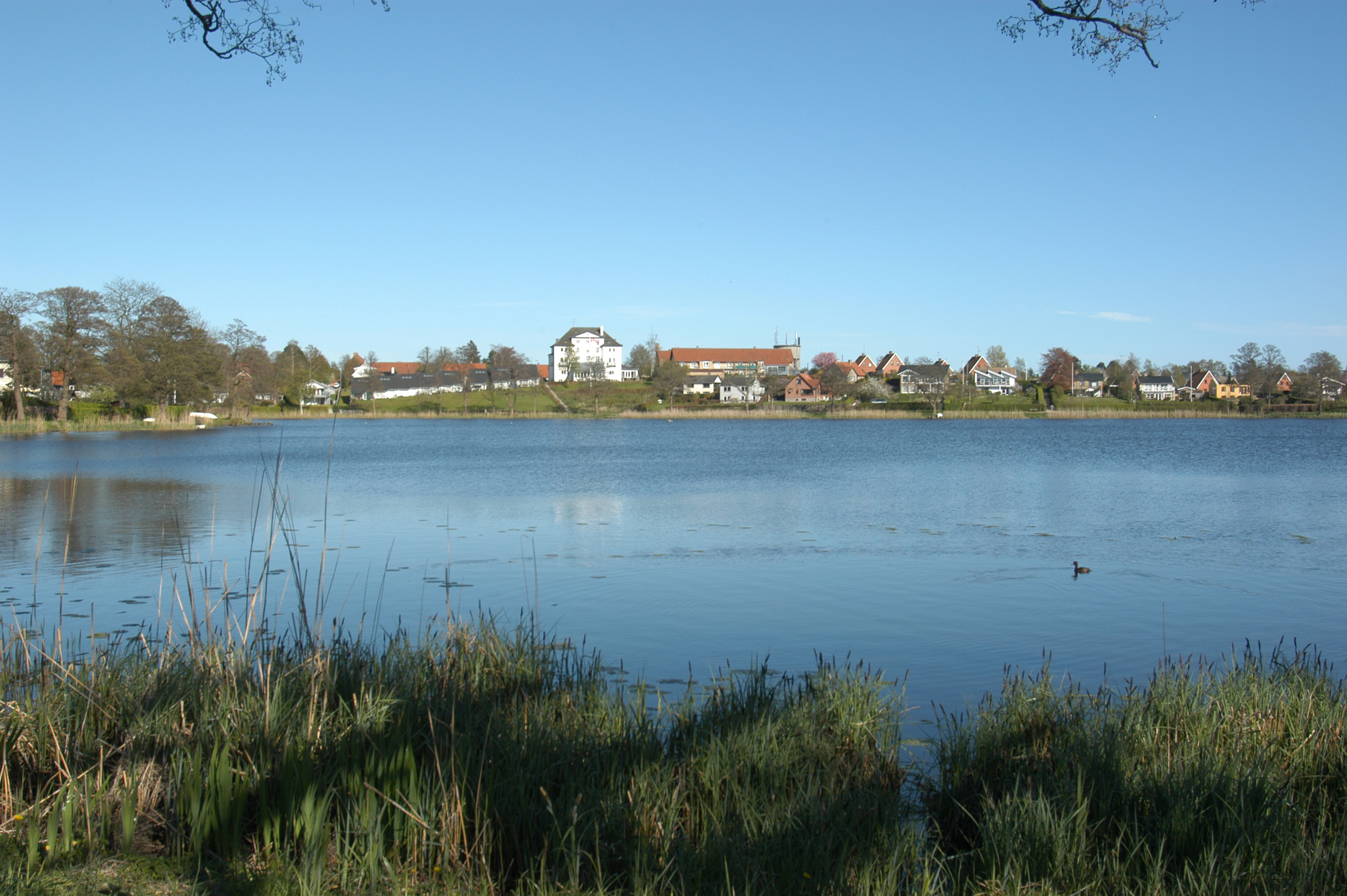
Östliches Seeufer des Hornbæk Sø

## Geschichte
Hornbæk entwickelte sich im Laufe des 19. Jahrhunderts aus einem einfachen Fischerdorf. Um 1870 wurde Hornbæk von vielen Künstlern aufgesucht, etwa Kristian Zahrtmann, P.S. Krøyer, Viggo Johansen, Carl Locher oder Holger Drachmann.

## Persönlichkeiten
- F. W. Bræstrup (1906–1999), Zoologe
- Victor Nelsson (* 1998), Fußballspieler